# Paul Ernst

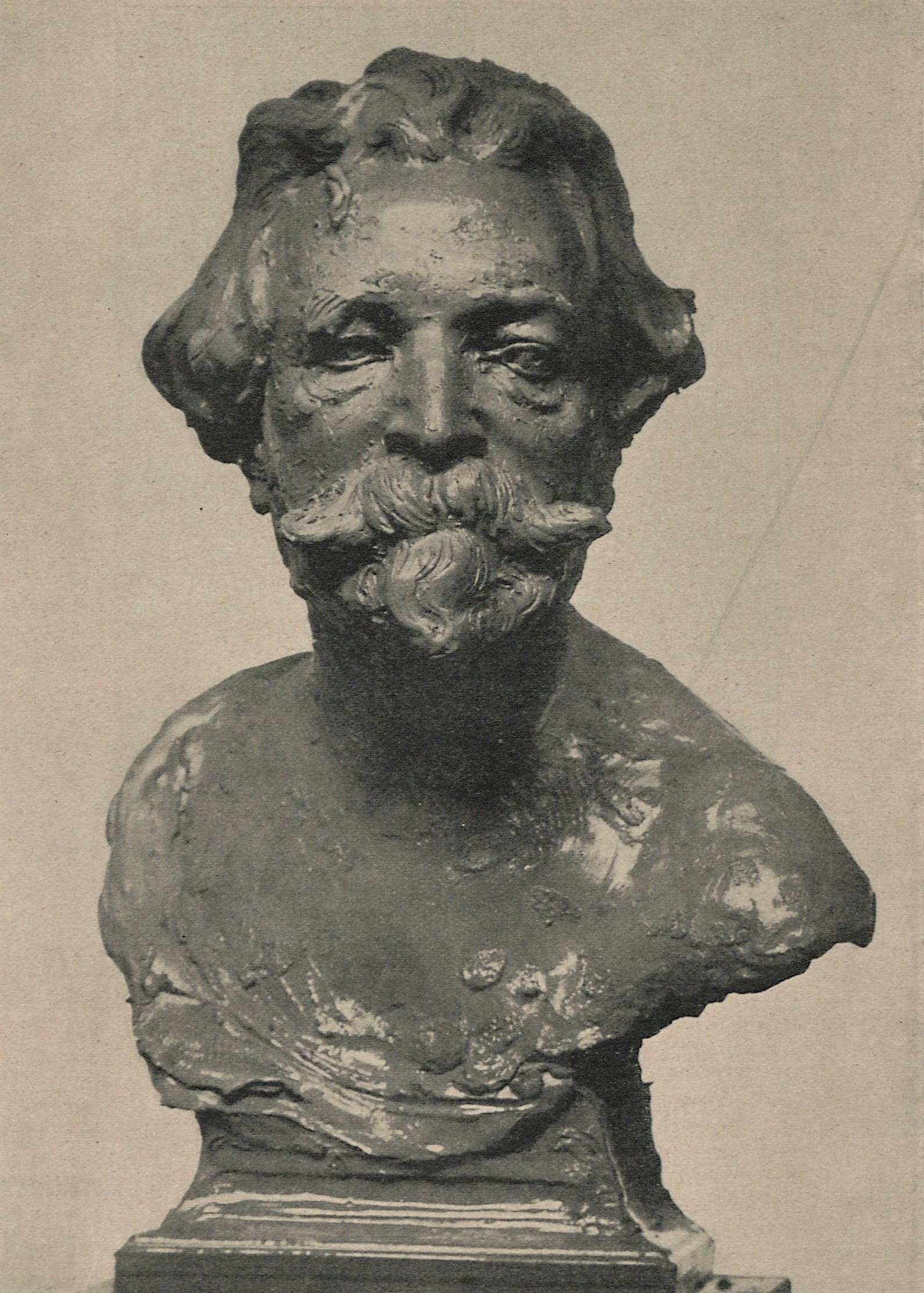
Charles Jaeckle: Büste des Dichters Paul Ernst

Carl Friedrich Paul Ernst (* 7. März 1866 in Elbingerode (Harz); † 13. Mai 1933 in Sankt Georgen an der Stiefing, Steiermark) war ein deutscher Schriftsteller und Journalist. 

## Leben

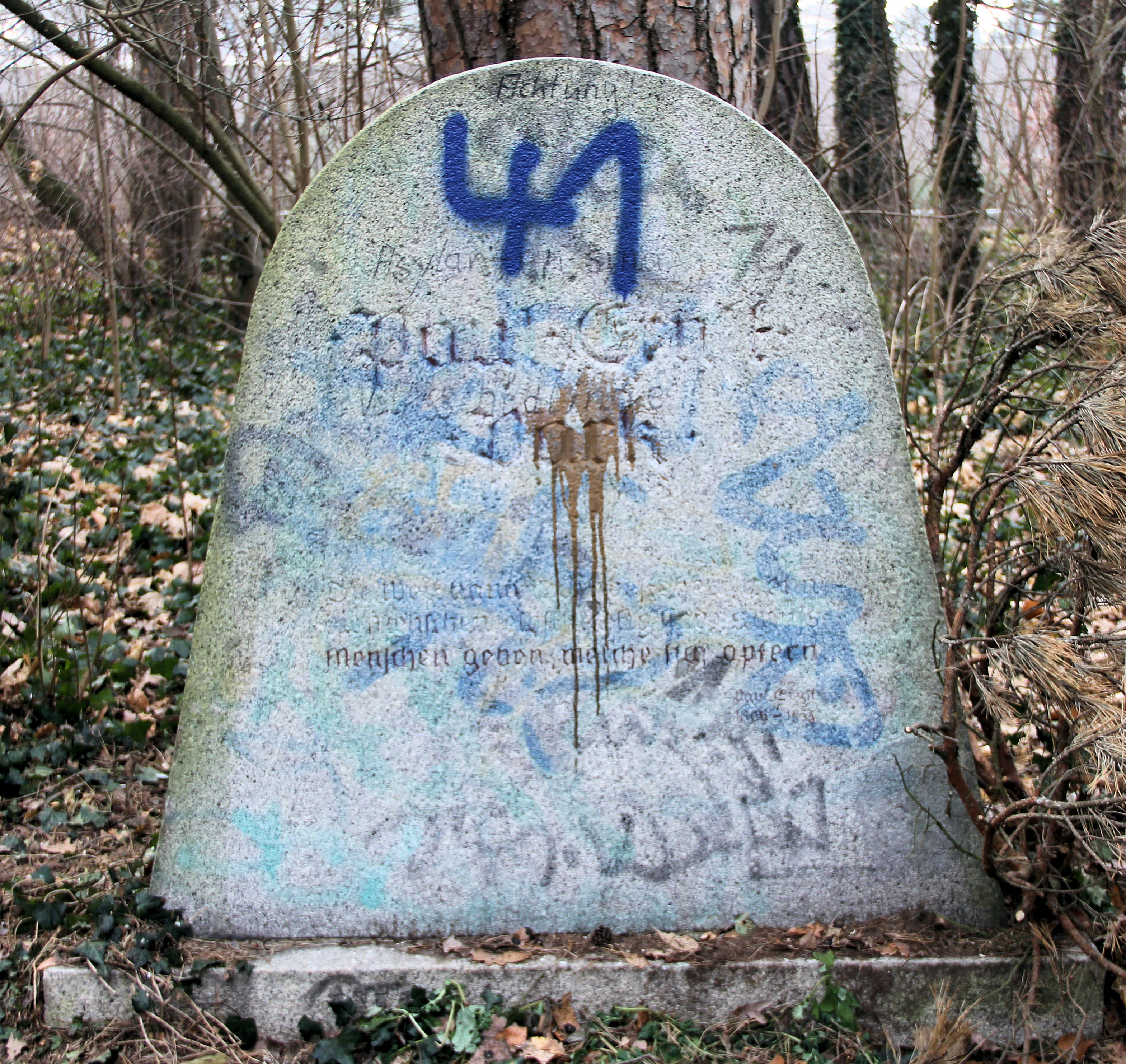
Gedenkstein, Am Schlachtensee, Berlin-Zehlendorf, mit der Inschrift: „Die Welt kann nicht bestehen, wenn die Menschen selbstsüchtig sind, es muß Menschen geben, welche sich opfern.“

Carl Friedrich Paul Ernst war Sohn des Grubenaufsehers Johann Christian Friedrich Wilhelm Ernst und seiner Ehefrau Emma Auguste Henriette Dittmann. Er wurde am 18. März 1866 getauft. Ernst verbrachte Jugendjahre in Clausthal und besuchte ab 1876 das dortige Gymnasium in der Graupenstraße. Da er mit dem Gymnasium nicht zurechtkam, wechselte er 1884 auf das Gymnasium von Nordhausen, wo er ein Jahr später die Reifeprüfung ablegte. Anschließend studierte er Theologie und Philosophie an den Universitäten in Göttingen und Tübingen. Ein weiteres Studium der Literatur und Geschichte in Berlin schloss sich an. 1892 promovierte er in Bern. Er wurde Mitglied des progressiven Berliner Literatenvereins „Durch“.
Frühzeitig schloss Paul Ernst sich der Arbeiterbewegung an und wurde Mitglied der SPD, aus der er 1896 wieder austrat. Im Berliner Volksblatt kennzeichnete ihn Friedrich Engels als einen oberflächlichen und wehleidigen Opportunisten. Im Ausbleiben des internationalen Klassenkampfes in der Zeit vor und während des Weltkriegs und im Reproduktionsprozess des Kapitals sah Ernst den Zusammenbruch des Marxismus.
Anfang des 20. Jahrhunderts hielt sich Paul Ernst in Weimar auf. In dieser Zeit entstanden zahlreiche Dramen und Erzählungen. 1905/1906 war er als Dramaturg am Düsseldorfer Schauspielhaus tätig. Später widmete er sich freiberuflich ganz seiner schriftstellerischen Tätigkeit. 1916 heiratete er die Schriftstellerin Else von Schorn, geb. Apelt.

## Literarisches Schaffen
Sein literarisches Schaffen ist umfangreich und vielfältig. Es umfasst sowohl Romane, Erzählungen und Novellen als auch Dramen, Essays und Epen. Sind seine frühen Werke noch dem Naturalismus zuzuordnen, sind seine späteren, vor allem in den 1920er-Jahren entstandenen Schriften Bestandteil der Neuklassik, zu deren Hauptvertretern Paul Ernst gezählt wird.
1933, noch bevor Adolf Hitler über die Vergabe entscheiden konnte, erhielt Paul Ernst die Goethe-Medaille für Kunst und Wissenschaft. Den Bayerischen Maximiliansorden für Wissenschaft und Kunst hatte er bereits 1930 erhalten.
Im Zuge der nationalsozialistischen „Gleichschaltung“ der Preußischen Akademie der Künste und der Entfernung von 40 jüdischen und aus anderen Gründen missliebigen Akademie-Mitgliedern wurde Ernst am 5. Mai 1933 auf einen der frei gewordenen Plätze berufen.
Gemeinsam mit Wilhelm von Scholz veröffentlichte er ein Lustspiel unter dem Pseudonym P. W. Spassmöller.

## Werke
- Gesammelte Werke. 21 Bände. Albert Langen / Georg Müller, München 1928–1942

Politische Schriften
- Die Arbeiterschutzgesetzgebung und ihre internationale Regelung. Berlin 1890
- Die gesellschaftliche Reproduction des Capitals bei gesteigerter Productivität der Arbeit. Berlin 1893 (Dissertation, Universität Bern)
- Der Zusammenbruch des deutschen Idealismus. An die Jugend. Müller, München 1918
- Der Zusammenbruch des Marxismus. Müller, München 1919 (Digitalisat im Internet Archive)
- Grundlagen der neuen Gesellschaft. Müller, München 1929 (DNB 573929033; Digitalisat im MDZ)

Romane
- Der schmale Weg zum Glück (1904)
- Grün aus Trümmern (1923)
- Das Glück von Lautenthal (1933)
- Der Schatz im Morgenbrotstal
- Saat auf Hoffnung

Novellen und Erzählungen
- Der Tod des Cosimo
- Sechs Geschichten. Insel, Leipzig 1900 (Digitalisat)
- Prinzessin des Ostens. [23] Novellen. Müller, München 1918 (Digitalisat im Internet Archive)
- Komödianten- und Spitzbubengeschichten. 1920 (60 Erzählungen)
- Occultistische Novellen. Müller, München 1922 (Digitalisat im Internet Archive)
- Die Hochzeit
- Die selige Insel und andere Erzählungen aus dem Süden
- Der weiße Rosenbusch. Geschichten. Bertelsmann, Gütersloh 1953 (Digitalisat im Internet Archive)
- Geschichten von Deutschen Menschen, in Flensburger Ganzschriften, Heft 19, enthaltend: Der Blinde. Der Steiger. Der Meister. Das Largo von Händel. Ein Straßenvorgang. Emil Schmidt Söhne, Flensburg 1954

Dramen
- Lumpenbagasch (1898)
- Im Chambre Séparée (1899), Einakter
- Die schnelle Verlobung (1899), Einakter
- Wenn die Blätter fallen (1899), Einakter
- Demetrios (1905)
- Ariadne auf Naxos. Ein Schauspiel in drei Aufzügen (Weimar 1912)
- Canossa
- Brunhild. Fünf Traktate in Versen
- Childerich
- Chriemhild
- Preußengeist (Uraufführung 27. Januar 1915)

Essays
- Henrik Ibsen (1904)
- Der Weg zur Form (1906)
- Das deutsche Volk und der Dichter von heute (1932, veröffentlicht 1933)
- Ein Credo (1935)

Lyrik
- Polymeter (1898)
- Beten und Arbeiten (1932)

Lebenserinnerungen und Tagebuch
- Jugenderinnerungen (1928); Neuauflage beim Sigbert Mohn Verlag, Gütersloh 1959
- Tagebuch eines Dichters (1934)

## Paul-Ernst-Gesellschaft
Die 1933 und erneut 1956 gegründete Paul-Ernst-Gesellschaft befasst sich mit dem Leben und Werk des Schriftstellers.